# Zbigniew Józefowicz
Zbigniew Józefowicz (ur. 8 czerwca 1925 w Tarnowie, zm. 24 sierpnia 2016 w Łodzi) – polski aktor.

## Życiorys
Na scenie teatralnej debiutował 12 maja 1950 roku rolą Marynarza w spektaklu Doktor Doolittle. W 1951 roku zdał aktorski egzamin eksternistyczny. W filmie i spektaklach Teatru Telewizji stworzył około stu kreacji.
Był wieloletnim wykładowcą Wydziału Aktorskiego Szkoły Filmowej w Łodzi, w latach 1981–1982 jego dziekanem.
Był mężem aktorki Urszuli Modrzyńskiej, z którą miał syna Stanisława.
Zmarł w Łodzi, spoczął 2 września 2016 obok żony na cmentarzu komunalnym Doły (kwatera XXIII-5-34).

## Kariera zawodowa
- Teatr Młodego Widza w Poznaniu (1950–1951)
- Teatr Dramatyczny w Poznaniu (1952–1953)
- Teatr im. Stefana Jaracza w Łodzi (1954–1960, 1982–1990)

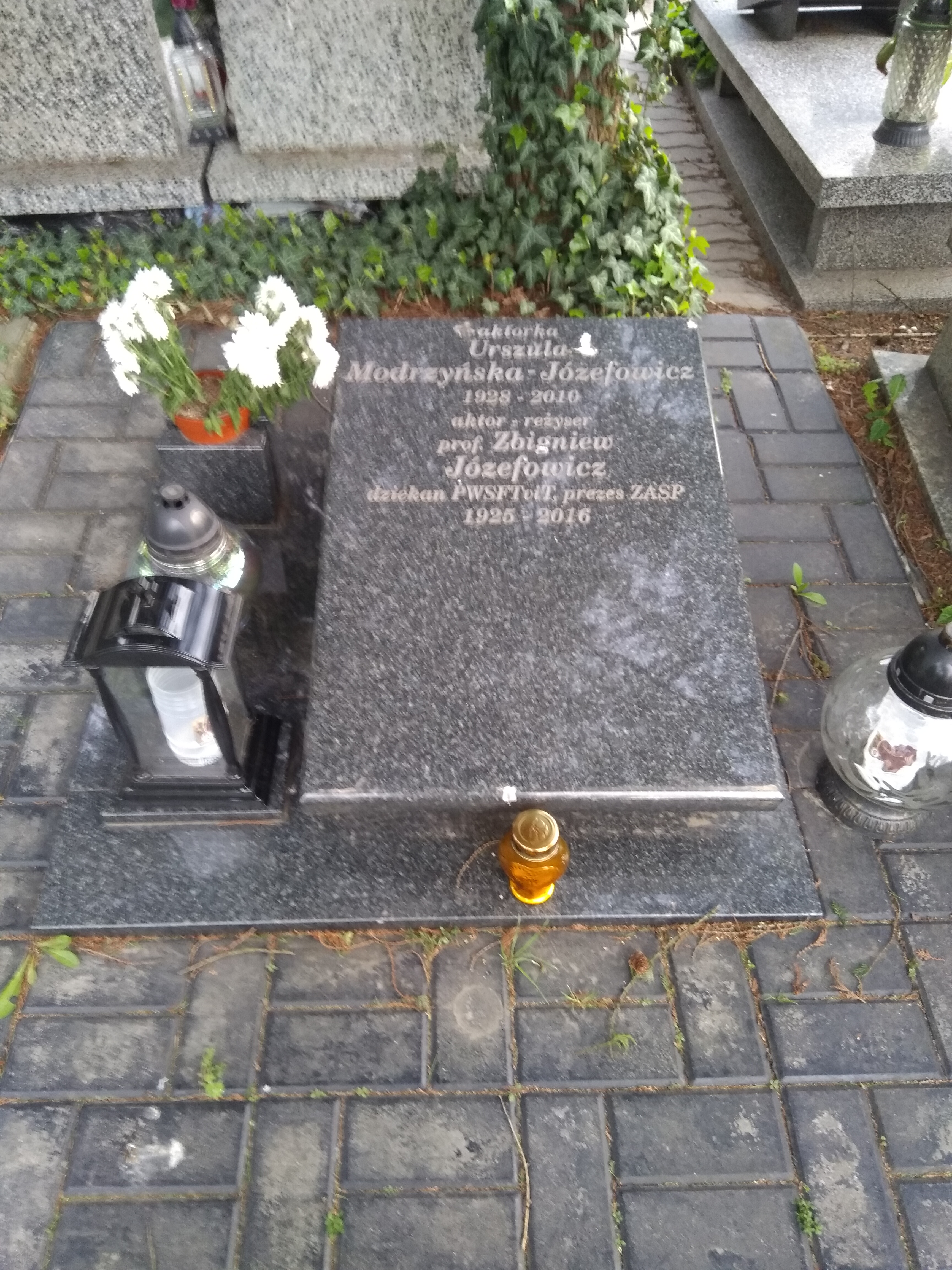
Grób aktorskiego małżeństwa Urszuli Modrzyńskiej-Józefowicz i Zbigniewa Józefowicza na cmentarzu komunalnym na Dołach w Łodzi

- Teatr Nowy w Łodzi (1960–1982)

## Wybrana filmografia
- 1953: Celuloza – Jan Gawlikowski
- 1954: Pod gwiazdą frygijską – Jan Gawlikowski
- 1957: Król Maciuś I – żołnierz z bródką, wuj Felka
- 1961: Dwaj panowie N – Stefan, wywiadowca WSW
- 1961: Ambulans krótkometrażowy – esesman
- 1962: Wielka, większa i największa – milicjant aresztujący porywaczy
- 1963: Gdzie jest generał... – pułkownik Dzierzbicki
- 1964: Echo – nauczyciel gimnastyki Romka
- 1965: Kapitan Sowa na tropie – doktor Greger (odc. 7)
- 1965: Popioły – Michcik, sługa Piotra Olbromskiego
- 1965: Lekarstwo na miłość – porucznik MO
- 1966: Marysia i Napoleon – dwie role: ogrodnik, woźnica Domagalski
- 1966: Z przygodą na ty – profesor ornitolog (odc. 3)
- 1966: Gdzie jest trzeci król – kapitan Półtorak
- 1967: Westerplatte – żołnierz prowadzący nasłuch radiowy
- 1968: Stawka większa niż życie – generał radziecki (odc. 18)
- 1968: Kierunek Berlin – pułkownik
- 1969: Jak rozpętałem drugą wojnę światową – dowódca oddziału partyzanckiego
- 1969: Czterej pancerni i pies – pułkownik (odc. 13)
- 1970: Przygody psa Cywila – komendant (odc. 6)
- 1972: Ucieczka-wycieczka – Wesołowski
- 1972: Chłopi – brat wójta
- 1974: Siedem stron świata – ojciec Jacka i Pawła
- 1975: Kazimierz Wielki – gość biskupa Grota
- 1975: Dyrektorzy – Henryk Czyżewski (odc. 1–3)
- 1976: Zaklęty dwór – ojciec Juliusza (odc. 3, 7)
- 1976: Trędowata – Rudecki, ojciec Stefci
- 1977: Żołnierze wolności – Piotr Jaroszewicz (cz. 2)
- 1979: Detektywi na wakacjach – tata Adam
- 1980: Zamach stanu – prezydent Mościcki
- 1980: Polonia Restituta – Ignacy Daszyński
- 1981: Najdłuższa wojna nowoczesnej Europy (odc. 6)
- 1982: Polonia Restituta – Ignacy Daszyński (odc. 4–5)
- 1986: Kryptonim „Turyści” – oficer kontrwywiadu (odc. 3)
- 1987: Komediantka – reżyser
- 1987: Łuk Erosa – Karowski, ojciec Adama
- 1990: Dziewczyna z Mazur – dyrektor

## Ordery i odznaczenia
- Krzyż Oficerski Orderu Odrodzenia Polski (2000)[4][5]
- Krzyż Kawalerski Orderu Odrodzenia Polski (1985)
- Złoty Krzyż Zasługi (1977)
- Medal 30-lecia Polski Ludowej (1974)
- Medal 40-lecia Polski Ludowej (1985)
- Brązowy Medal za Zasługi dla Obronności Kraju (1972)
- Srebrny Medal „Zasłużony Kulturze Gloria Artis” (28 kwietnia 2008)[6]
- Medal Pro Publico Bono im. Sabiny Nowickiej (2008)[7]
- Odznaka „Zasłużony Działacz Kultury”
- Honorowa Odznaka Miasta Łodzi (1965)

Źródło:.

## Nagrody i wyróżnienia
- nagroda CRZZ z okazji Międzynarodowego Dnia Teatru (1966)
- wyróżnienie XVIII FPSW we Wrocławiu za rolę Sekretarza Malawskiego w przedstawieniu Egzamin Jana Pawła Gawlika w Teatrze Nowym w Łodzi (1977)

Źródło:.